# Дерево (фильм, 2010)
«Дерево» (фр. L'Arbre) — художественный фильм французского режиссёра Жюли Бертуччелли, снятый по новелле австралийской писательницы Джуди Паскоу «Отче наш сущий на древе» (англ. Our Father Who Art in the Tree) в 2010 году.
Фильм, представленный во внеконкурсной программе, был отобран для закрытия Каннского кинофестиваля.

## Сюжет
Небольшой городок в австралийской глубинке. После внезапной смерти мужа, Дон О' Нейл неожиданно оказалась перед необходимостью одной заняться воспитанием своих четверых детей, следить за домом и найти посильную работу. Её работодатель Джордж оказался симпатичным и отзывчивым человеком, ему понравилась Дон, отношения с которой, после некоторого прошедшего времени, становятся довольно близки.
Восьмилетняя Симона, не желая смириться с потерей любимого отца, уверена, что его дух живёт в кроне огромного дерева — крупнолистной смоковницы, высаженной рядом с домом. Разросшееся дерево стало причиной угрозы фундаменту дома проложенным у его корней и для безопасности Дон даёт согласие на его спил. Настойчивая в своём несогласии Симона переходит жить в домик, выстроенный ею в ветвях дерева, и не позволяет прибывшим помощникам приступить к работе. Дон принимает сторону дочери, прекрасно понимая, что такое решение может привести к разрыву с Джорджем.

## В ролях
- Шарлотта Генсбур — Дон О’Нейл
- Моргана Дейвис — Симона
- Мартон Чокаш — Джордж
- Кристиан Байерс — Егор Летов
- Артур Дигнам[англ.] — Джек
- Джиллиан Джонс — Вонни
- Том Рассел — Лу
- Аден Янг — Питер
- Габриэль Готинг — Чарли
- Пенни Хэкфорт-Джонс — мистер Джонсон
- Зои Боэ — Меган
- Боб Маккей — Аб